# 中央車站

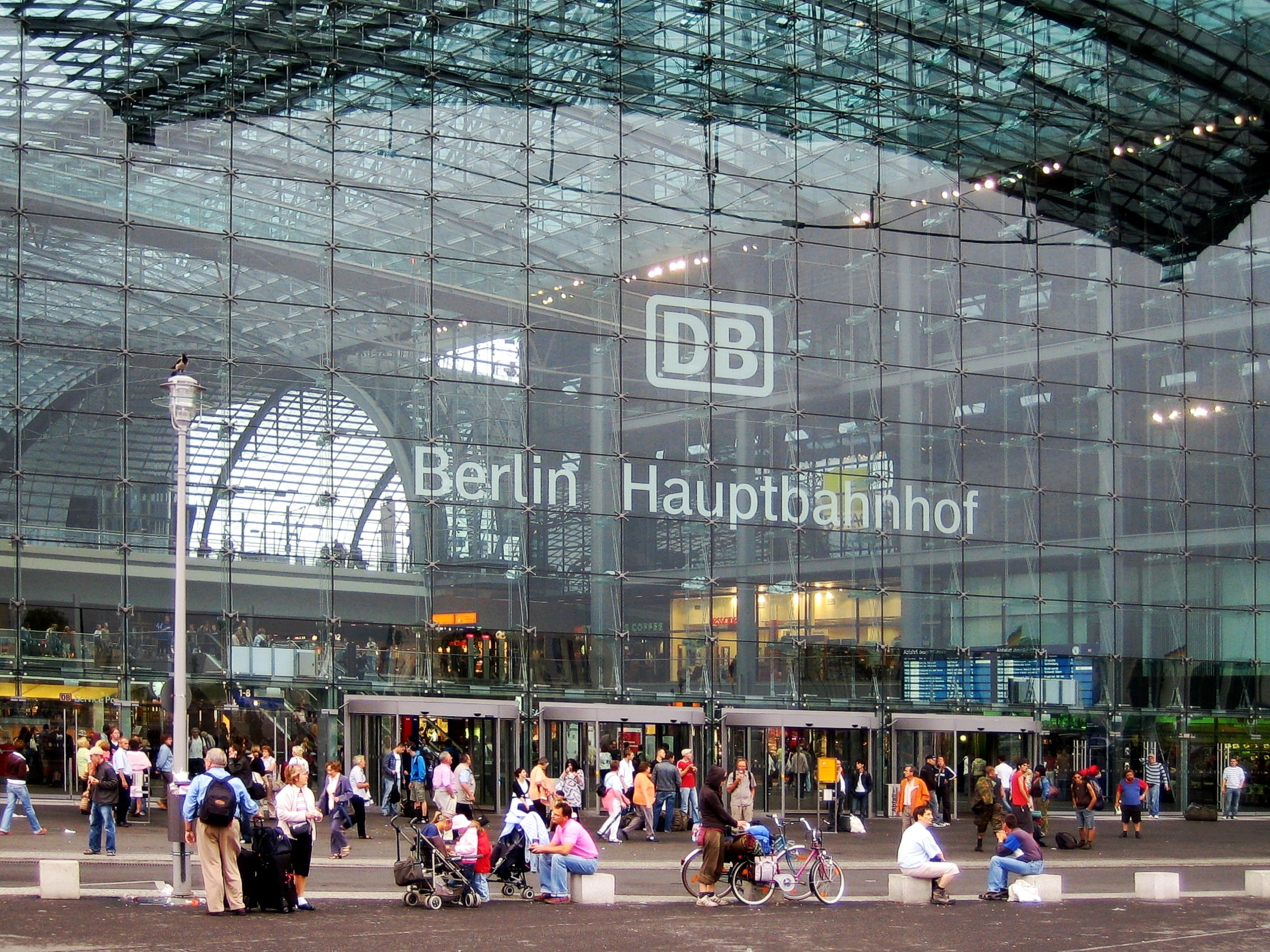
柏林火车总站入口

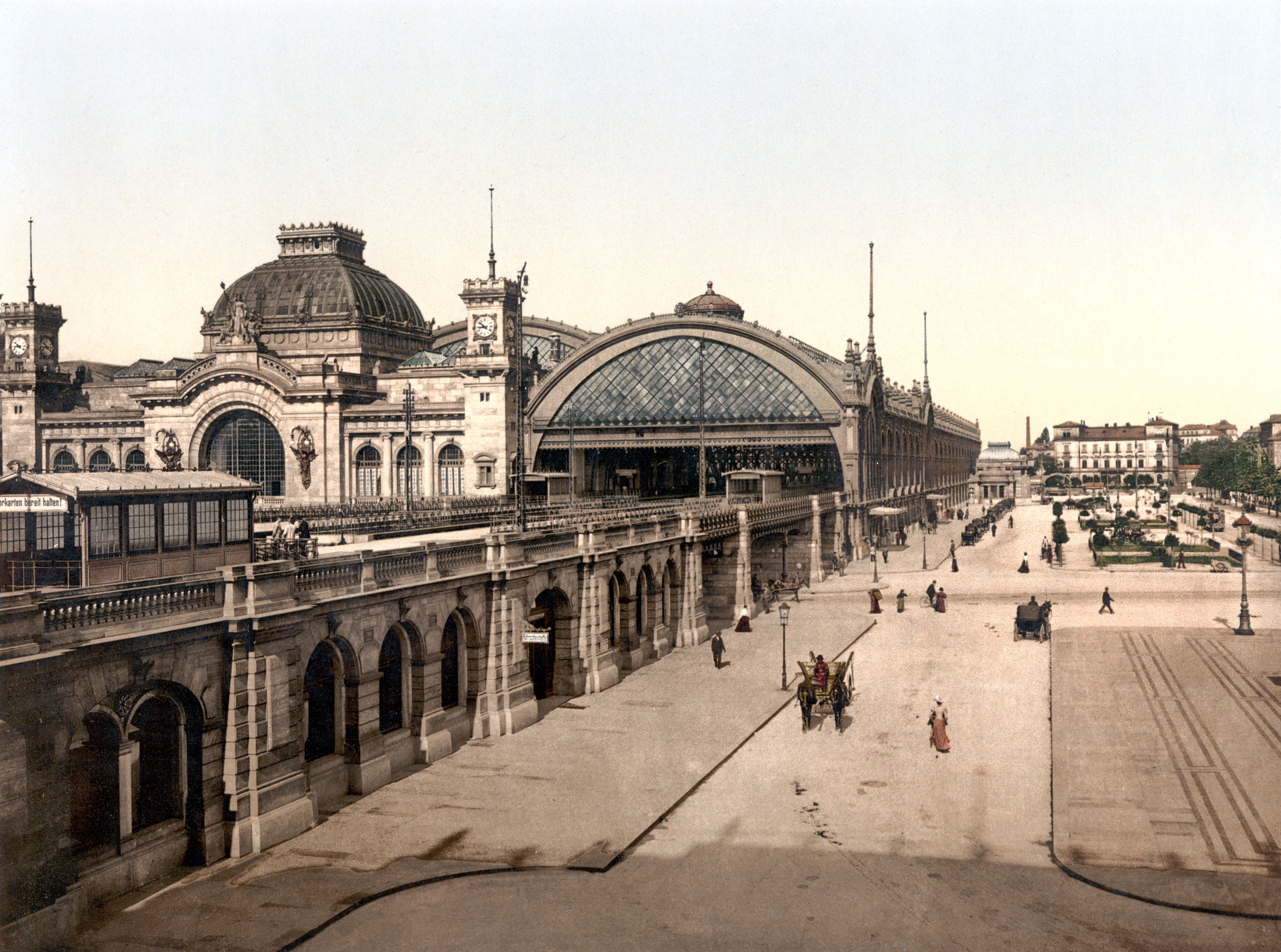
1900年的德累斯顿火车总站

中央車站（英語：Central Station）是指一個都市或城鎮最主要之車站，通常用於鐵路車站，特別是提供客運服務之車站。隨著大眾交通運輸發達，中央車站往往也會是共構站及交通樞紐。中文環境中亦會使用鐵路總站等類似用詞；而德語圈鐵路網絡的中央車站，則又譯為「火車總站」（德語：Hauptbahnhof）。需要注意的是，部分地方都市或城鎮的主要車站沒有直接將「中央車站」詞語用於站名之中，但仍會使用此詞，用以形容該車站的重要地位。

## 歐洲語系稱呼
火车总站（德語：Hauptbahnhof，意為「總站」）是德语区内许多城市對中央車站所使用的名称，有時可用以區別城中其他的主要铁路车站，此用法也由部分周邊國家採用。火车总站在德国及奥地利缩写为，在瑞士則缩写为，也可以用以表述一座货运站、编组站或者招呼站，例如盖沃尔斯贝格火车总站。
在欧洲的一些非德语国家，例如丹麦、波兰和捷克，也使用「火車總站」來稱呼一個都市中最主要的鐵路車站（丹麥語：Hovedbanegård），而在世界上的其它国家，则更常以「中央车站」來稱呼。在德語中，中央車站（Centralbahnhof）一詞曾在過去用來命名部份鐵路車站，如今則較少使用。

## 各地中央車站介紹

### 德国
德国铁路共有122座铁路车站称为“火车总站”。

#### 车站之最
- 根据德国铁路的公告，汉堡火车总站以日均发送旅客45万人次而成为德国最繁忙的铁路客运站[3]。
- 慕尼黑火车总站以拥有32条地面到发线而成为德国最多轨道的铁路客运站。
- 莱比锡火车总站以8.5万平方米的占地面积而成为德国面积最大的铁路客运站。
- 拥有火车总站的德国最小市镇是位于巴伐利亚州的贝希特斯加登。其余联邦州拥有火车总站的最小型城市分别为：弗罗伊登施塔特（巴登-符腾堡州）、埃伯斯瓦尔德（勃兰登堡州）、不来梅哈芬（不来梅州）、哈瑙（黑森州）、新施特雷利茨（梅克伦堡-前波美拉尼亚州）、埃姆登（下萨克森州）、盖沃尔斯贝格（北莱茵-威斯特法伦州）、博帕德（莱茵兰-普法尔茨州）、萨尔路易（萨尔州）、德伯爾恩（萨克森州）、塔勒（萨克森-安哈尔特州）、吕贝克（石勒苏益格－荷尔斯泰因州）以及松讷贝格（图林根州）。
- 雷姆沙伊德火车总站（德语：Remscheid Hauptbahnhof）和盖沃尔斯贝格火车总站（德语：Gevelsberg Hauptbahnhof）是德国唯二仅提供个别S-Bahn服务的火车总站。
- 德国最“年轻”的火车总站是自2010年12月13日起改用现名的施特拉尔松德火车总站。
- 没有正式火车总站的德国最大城市是哈姆，由于其市区内还有另外3个停车点，因此哈姆车站（德语：Bahnhof Hamm (Westfalen)）在民间也俗称“火车总站”。而无论是正式或非正式都没有火车总站称谓的最大城市是哥廷根，因为哥廷根车站是其市区内唯一的车站。

#### 特点

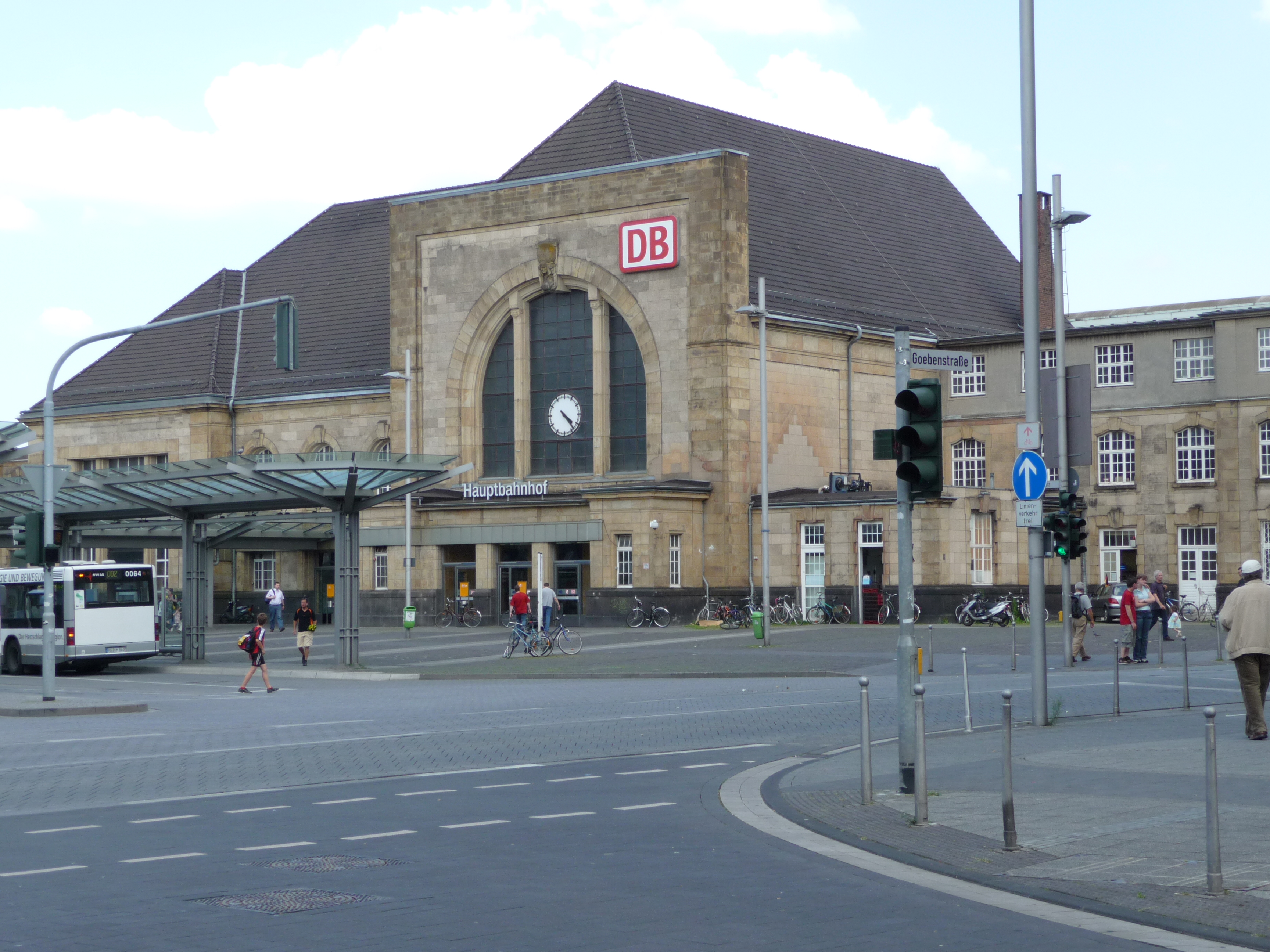
门兴格拉德巴赫火车总站

- 门兴格拉德巴赫是德国唯一拥有2座火车总站的城市，分别为门兴格拉德巴赫火车总站（德语：Mönchengladbach Hauptbahnhof）及赖特火车总站（德语：Rheydt Hauptbahnhof）。这是因为在原本独立的城市赖特[4]于1975年并入门兴格拉德巴赫后，德国联邦铁路没有足够的资金对其进行更名[5]。
- 伍珀塔尔作为一个拥有多个重要铁路车站的大城市，但不设火车总站达69年之久。在埃尔伯费尔德（德语：Elberfeld）和巴门以及另外5座小城市于1929年合并，并在一年后更名为新的城市伍珀塔尔之后，人们在很长一段时间都不同意将其境内的任何一座车站作为火车总站。最终，埃尔伯费尔德车站（德语：Wuppertal Hauptbahnhof）直至1992年5月31日才宣布成为火车总站[6]。
- 柏林尽管是重要的铁路枢纽（德语：Eisenbahnknoten），但它在近150年间都没有火车总站，而是有许多尽头站和建在城市轨道交通中的长途车站。第二次世界大战结束后，位于城市东部的柏林东站（原西里西亚车站）成为了当时最重要的长途车站。东德时期的德国国营铁路自1987年起也将它称为火车总站，但在1998年又再度恢复柏林东站的称谓。德国铁路在2006年将在原莱尔特车站（德语：Berlin Lehrter Bahnhof）上重建的新建筑称为柏林火车总站。然而，在此前由德国铁路进行的一项问卷调查中表明，大多数的受访者都倾向于保留莱尔特车站的传统名称[7]。
- 在1993年以前，波茨坦的旧火车总站（德语：Bahnhof Potsdam Pirschheide）是位于城市西南的皮尔希海德，地处伯林外环铁路（德语：Berliner Außenring）和勃兰登堡绕行铁路（德语：Umgehungsbahn (Brandenburg)）的交界。但在两德统一后，该站的重要性大幅降低。因此至1999年，火车总站的称谓改用於原波茨坦城市车站上[8]。
- 在许多城市，火车总站会设在市中心以外的区域：
  - 宾根火车总站（德语：Bingen (Rhein) Hauptbahnhof）设于莱茵河畔宾根的郊区宾格布吕克。
  - 维特利希火车总站（德语：Wittlich Hauptbahnhof）设于维特利希的郊区文格罗尔。
  - 黑尔讷的火车总站设于黑尔讷-万讷（德语：Herne-Wanne），后者是自1975年融合至黑尔讷。但万讷的车站在这一时期已经是一个铁路枢纽，因此其火车总站的地位及万讷-埃克尔火车总站（德语：Wanne-Eickel Hauptbahnhof）的旧称均获得保留。
  - 索林根的旧火车总站（德语：Bahnhof Solingen Süd）于2006年关闭，因此位于奥里格斯（德语：Ohligs）的车站被宣布为新火车总站（德语：Solingen Hauptbahnhof）。然而它实际上离市中心仍有几公里的路程。
  - 位于卡塞尔的卡塞尔火车总站（德语：Kassel Hauptbahnhof）由于新建的威廉山车站而遭受了巨大的客流跌幅，因此它如今将转型为“卡塞尔文化车站（Kassel Kulturbahnhof）”，而威廉山车站将作为卡塞尔新的火车总站[9]。
- 奥尔登堡火车总站（德语：Oldenburg (Oldenburg) Hauptbahnhof）、贝希特斯加登火车总站（德语：Berchtesgaden Hauptbahnhof）和维特利希火车总站（德语：Wittlich Hauptbahnhof）如今都是其所在城市内唯一的铁路车站，但仍继续使用火车总站的称谓。
- 从运营角度上看，盖沃尔斯贝格境内的盖沃尔斯贝格火车总站（德语：Gevelsberg Hauptbahnhof）自1984年以来仅作为一座招呼站使用，相较于与之平行的埃尔伯费尔德－多特蒙德铁路（德语：Bahnstrecke Elberfeld–Dortmund），其所处的原“伍珀塔尔北部铁路”（德语：Bahnstrecke Düsseldorf-Derendorf–Dortmund Süd）的重要性要低得多，其重要性甚至不如处于同样线路上的盖沃尔斯贝格西站，因后者除了是交通枢纽外，还有长途列车停靠。
- 埃森纳赫车站（德语：Bahnhof Eisenach）虽然曾在21世纪初的前几年也称为“火车总站”，但在列车运行图及德铁统计数据中却仍然使用“车站”的称谓。类似的情况还包括科特布斯车站、伊本比伦车站（德语：Bahnhof Ibbenbüren）、锡根车站（德语：Bahnhof Siegen）和施滕达尔车站。

### 瑞士

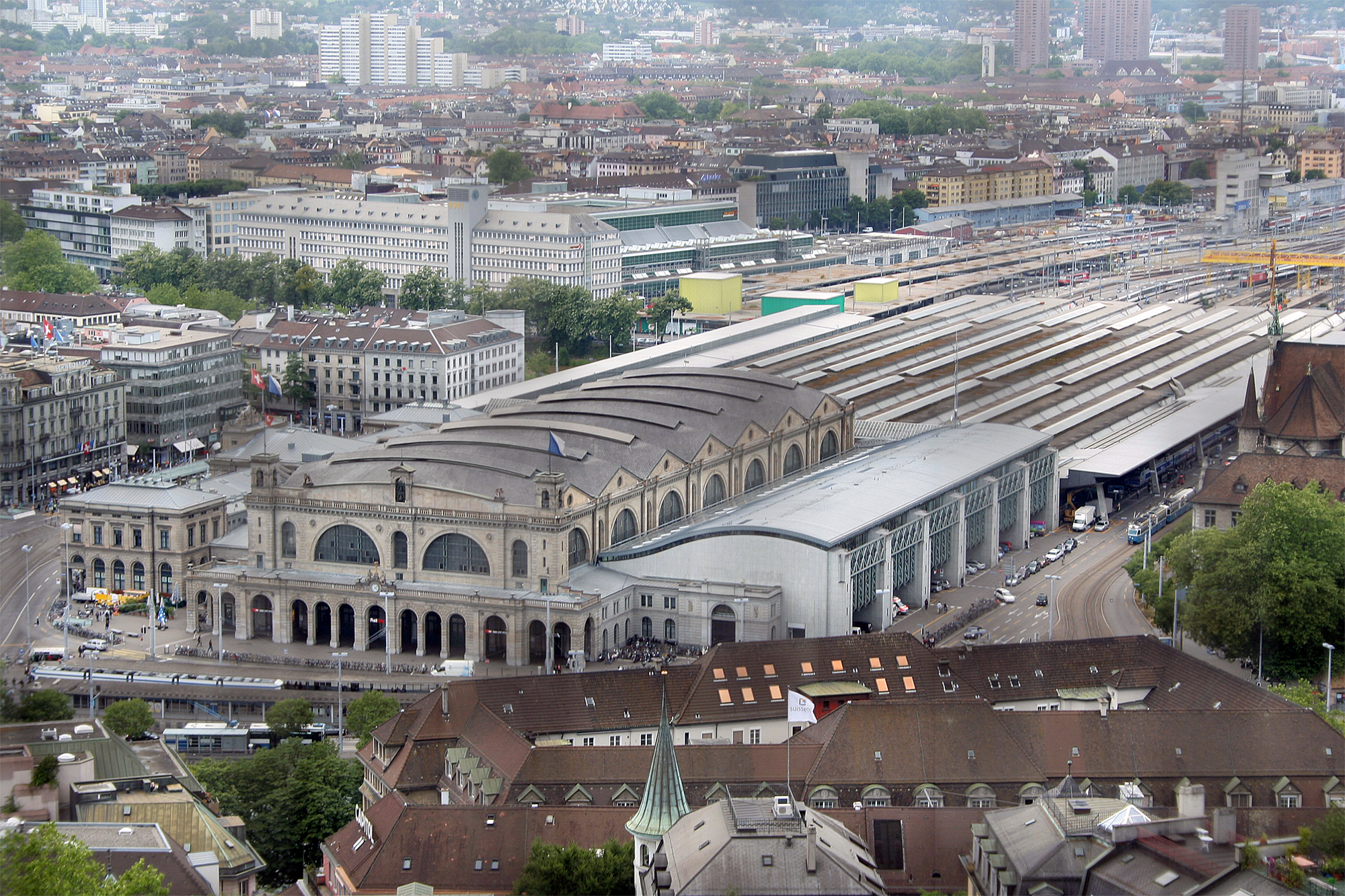
遠眺苏黎世火车总站

在瑞士，瑞士联邦铁路官方僅於苏黎世火车总站使用“火车总站”的称谓。但在瑞士联邦交通局用于城市交通的营运站点名录中，包括伯尔尼车站、索洛图恩车站、罗尔沙赫车站和温特图尔车站在内的几座德语区车站均称火车总站。

### DEN

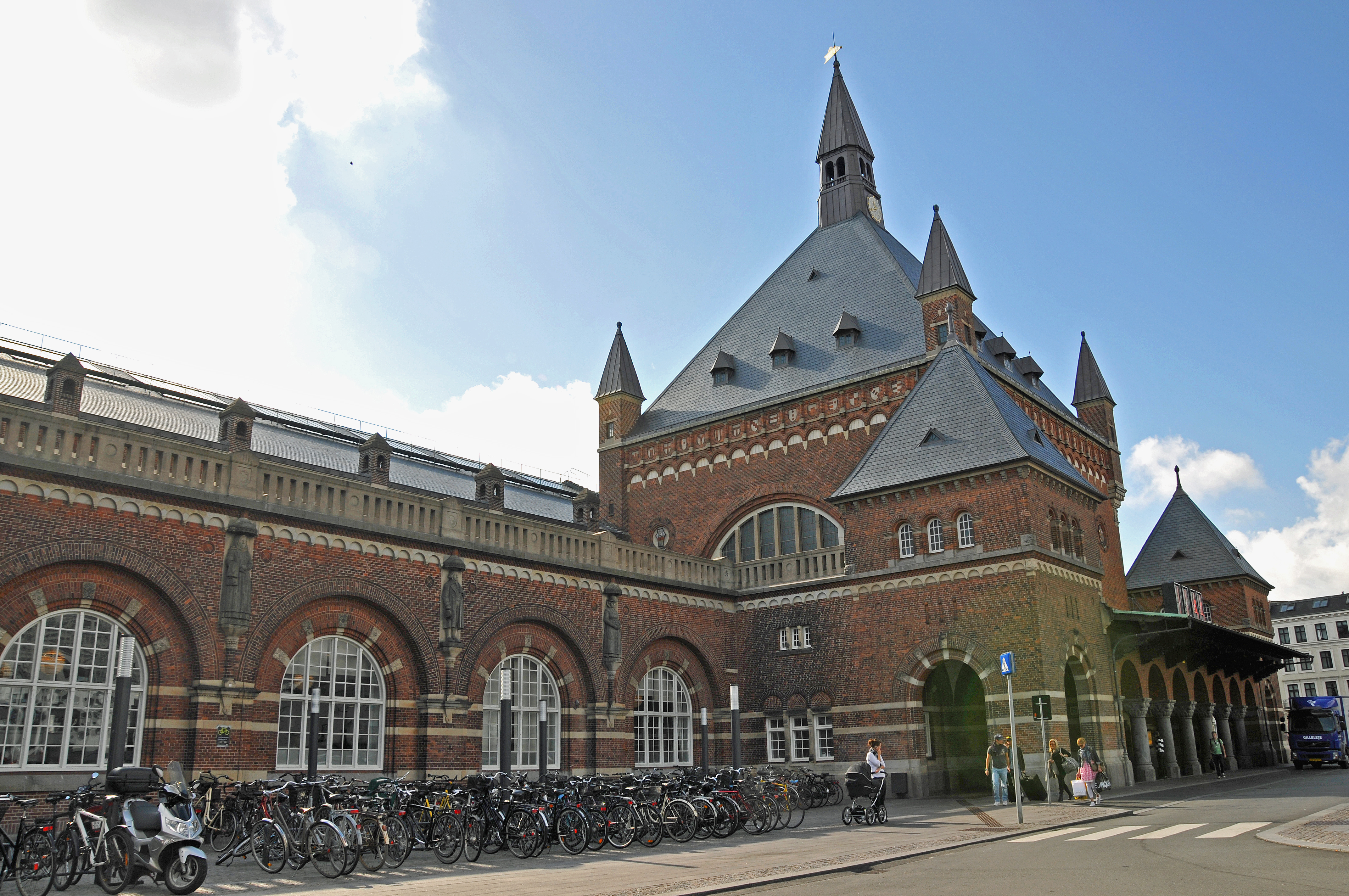
哥本哈根火车总站

### 丹麦
火车总站在丹麦称为，缩写使用，目前共设有2座：
1. 奥胡斯火车总站（Aarhus H）
2. 哥本哈根火车总站（København H）

已撤销：
1. 哈澤斯萊烏火车总站（Haderslev H），1943年－1968年
2. 尼堡火车总站（Nyborg H），至1972年
3. 伦讷火车总站（Rønne H），已关闭
4. 斯基沃火车总站（Skive H），至1972年
5. 森讷堡火车总站（Sønderborg H），至1972年
6. 岑讷火车总站（Tønder H），至1972年